# Offenburger Hexenzunft

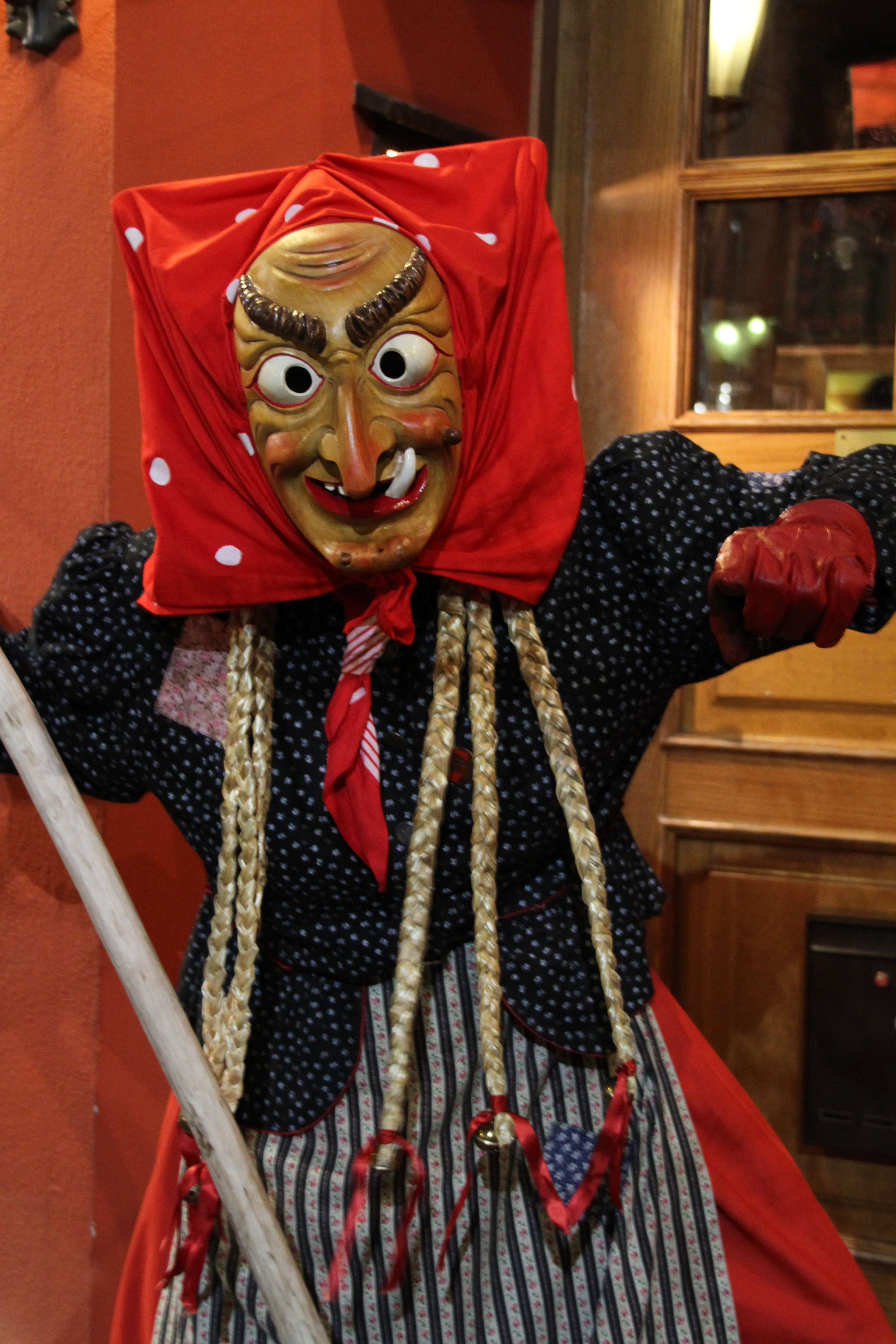
Offenburger Hexe

Die Offenburger Hexenzunft e. V. ist ein Fastnachtsverein in der Tradition der schwäbisch-alemannischen Fasent in Offenburg (Ortenaukreis). Die Zunft wurde 1935 gegründet und ist seit 1937 Mitglied der Vereinigung Schwäbisch-Alemannischer Narrenzünfte, VSAN. Die Offenburger Hexe war eine der ersten Fastnachtshexen-Zünfte.

## Geschichte
1933 schufen das Offenburger Ehepaar Karl und Pauline Vollmer die erste Offenburger Hexe. Inspiriert wurden sie durch den Offenburger Narrenruf „Schelle, schelle Sechser, alli alti Hexe.“ Als 1935 das Große Narrentreffen der VSAN in Offenburg abgehalten wurde (veranstaltet von der Althistorischen Narrenzunft), schmuggelten sich bereits einige Hexen in den Umzug hinein und erregten großes Aufsehen bei den Besuchern. Im Jahr darauf am 6. Januar 1936 wurde die Offenburger Hexenzunft offiziell gegründet. Bereits damals wurden das Zeremoniell sowie die Verhaltensregeln der Offenburger Hexe festgelegt und niedergeschrieben. Die ersten Holzmasken wurden von Karl Vollmer entworfen und von dem Elzacher Schnitzer Karl Disch gefertigt. 1936 konnte schon eine Teilnahme am Narrentreffen in Oberndorf am Neckar verzeichnet werden. Im Jahr darauf, 1937, wurde die Offenburger Hexenzunft in die Vereinigung Schwäbisch-Alemannischer Narrenzünfte (VSAN) aufgenommen. In der Zeit des Nationalsozialismus entwickelte sich die Fastnacht allgemein zum Vorzeigestück des Volksbrauchtums, wobei besonders die „Hexen“ als vermeintlicher Ausdruck der „Volksseele“ ideologisch vereinnahmt wurden. So führten etwa bei der Einweihung des Hauses der deutschen Kunst in München die Offenburger Hexen bei einer in großem Stil inszenierten Walpurgisnacht ihren „Hexentanz“ auf.

## Figuren

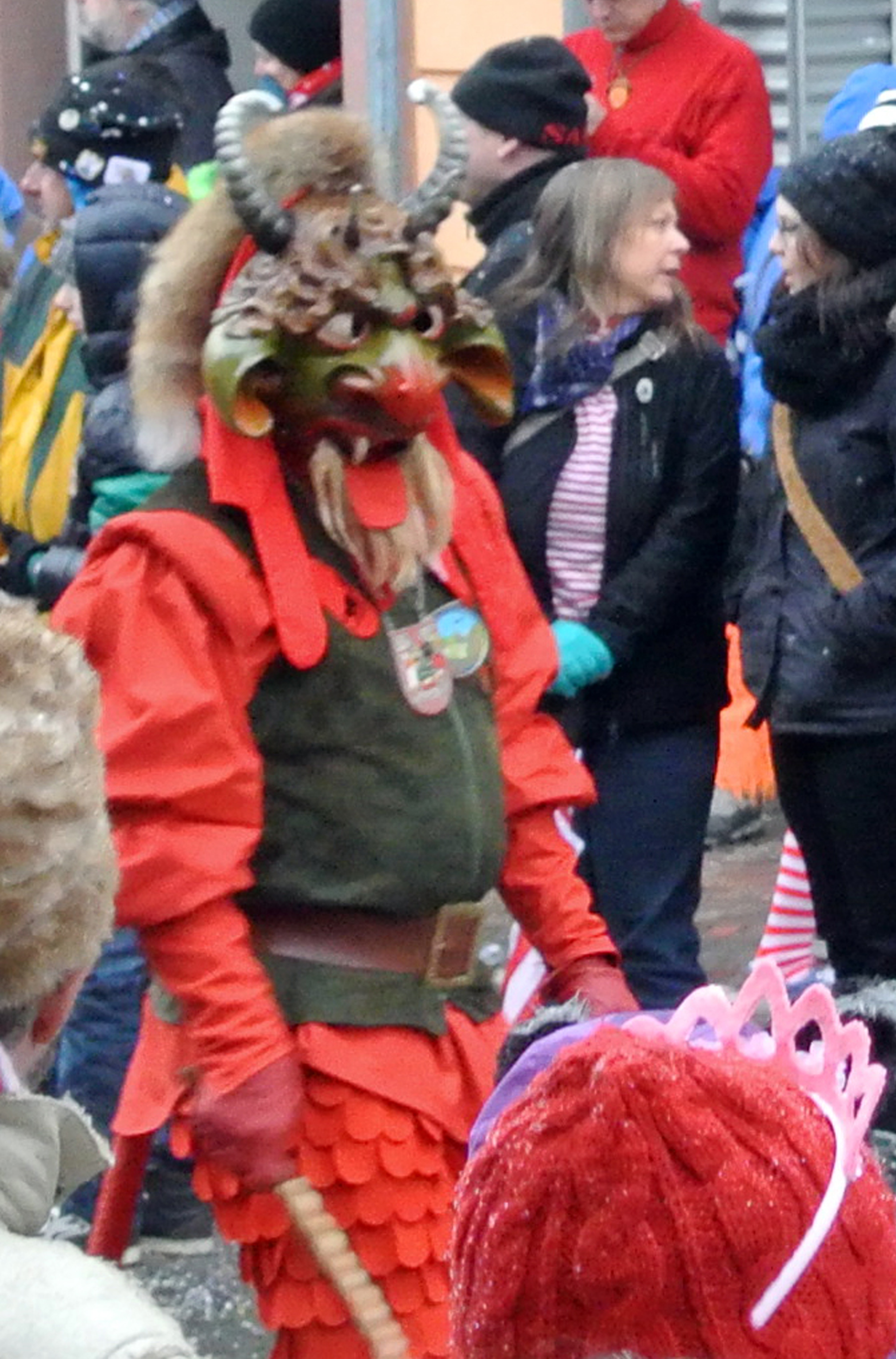
Teufel

### Teufel
Der Teufel repräsentiert den Zunft- und Hexenmeister. Dieser ist eine von Gründer Karl Vollmer im Jahre 1948 entworfene Einzelfigur. Der Teufel führt die Zunft an und fungiert als Zeremonienmeister bei öffentlichen Auftritten. Die Maske des Teufels hat menschliche wie auch animalische Züge wie zum Beispiel Hörner.

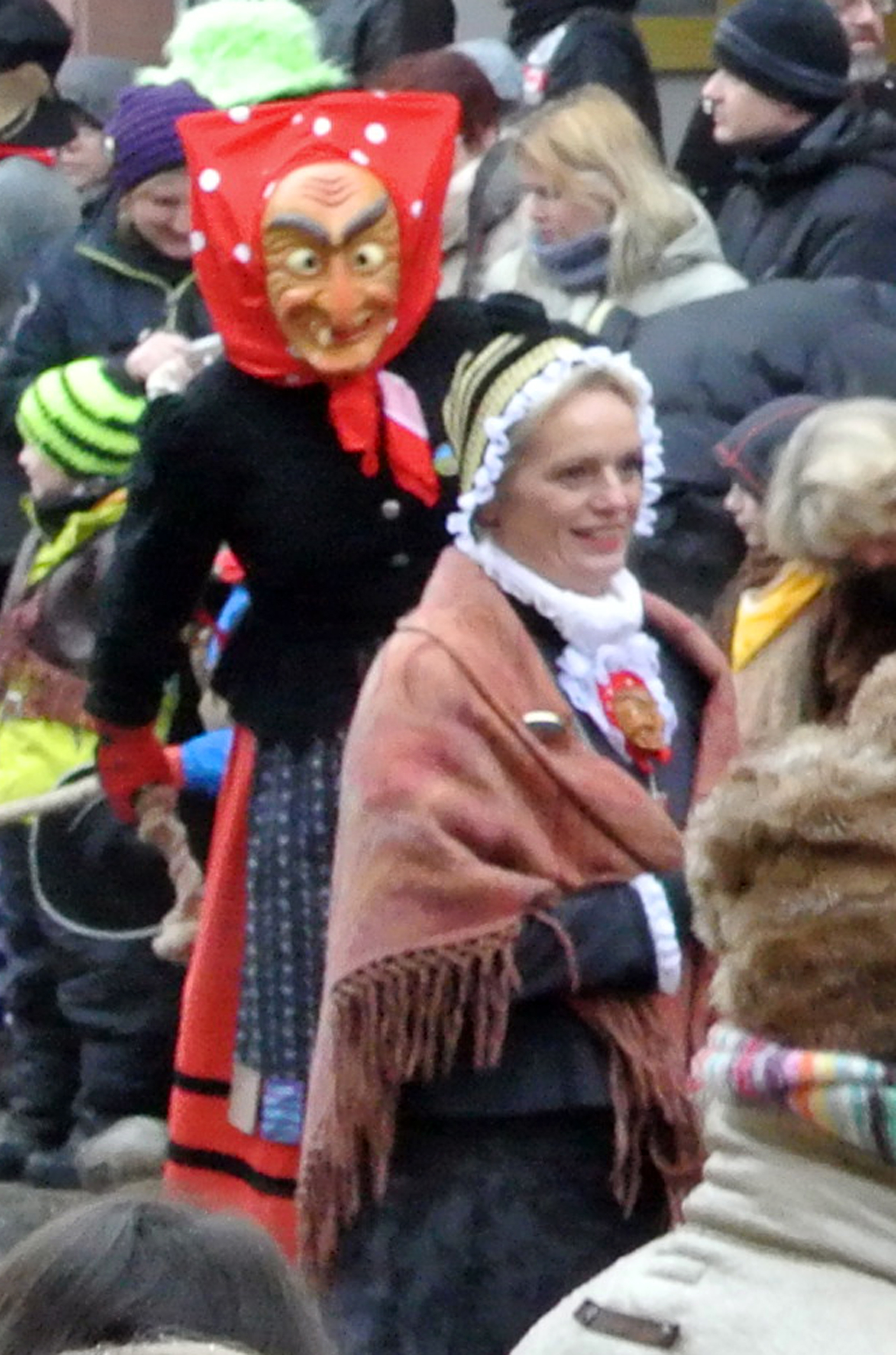
Hexe und Alt-Offenburgerin

### Hexe
Die Hexe ist die zentrale Figur. Hexe werden können nur volljährige Männer, welche die zweijährige Probezeit absolviert haben und von der Vollversammlung der Zunft gewählt worden sind. Die Offenburger Hexe besteht aus der individuell angefertigten Holzmaske mit ihrem markanten roten Kopftuch in Form einer gotischen Haube. Das rote Kopftuch ist stets mit weißen Tupfen versehen. Charakteristisch für die Hexe sind ihre markante Hakennase und die Brollaugen sowie die sechs aus Stroh geflochtenen Zöpfe. Darunter kommt die Jacke der Hexe, „Peter“ genannt. Dieser ist immer schwarz und hat ein kleines weißes Muster. Die Muster unterscheiden sich von Hexe zu Hexe. Der rote Rock reicht bis zu den Waden und wird durch zwei schwarze Streifen abgeschlossen. Dazu trägt die Hexe Mehrfarbige Ringelsocken und Strohschuhe. Zur Hexenfigur gehört ein Besen.
Eine Besonderheit sind die so genannten Hexennamen, die es in dieser Form nur in der Offenburger Hexenzunft gibt. Jede Hexe erhält bei ihrer endgültigen Aufnahme in die Zunft einen Spitznamen, der z. B. von einer körperlichen Besonderheit, einer Anekdote oder Ähnlichem abgeleitet wird. Dieser Hexenname dient in der Hauptsache dazu, sich unter der Maske namentlich ansprechen zu können, ohne dass die dabei anwesenden Personen der realen Namen der Hexe bzw. des Maskenträgers erfahren. Hexennamen sind z. B. „Lälli“, „Borpele“, „Bumsfallera“, „Mädleschreck“ und „Lätsch“. Die Hexennamen sind nur innerhalb der Zunft bekannt und werden möglichst geheim gehalten.

### Alt-Offenburgerin
Die Alt-Offenburgerin ist in der Tracht einer Offenburger Bürgerfrau gekleidet. Diese Figur ist nicht maskiert. Bis 1950 trugen die Alt-Offenburgerinnen Masken aus Holz.

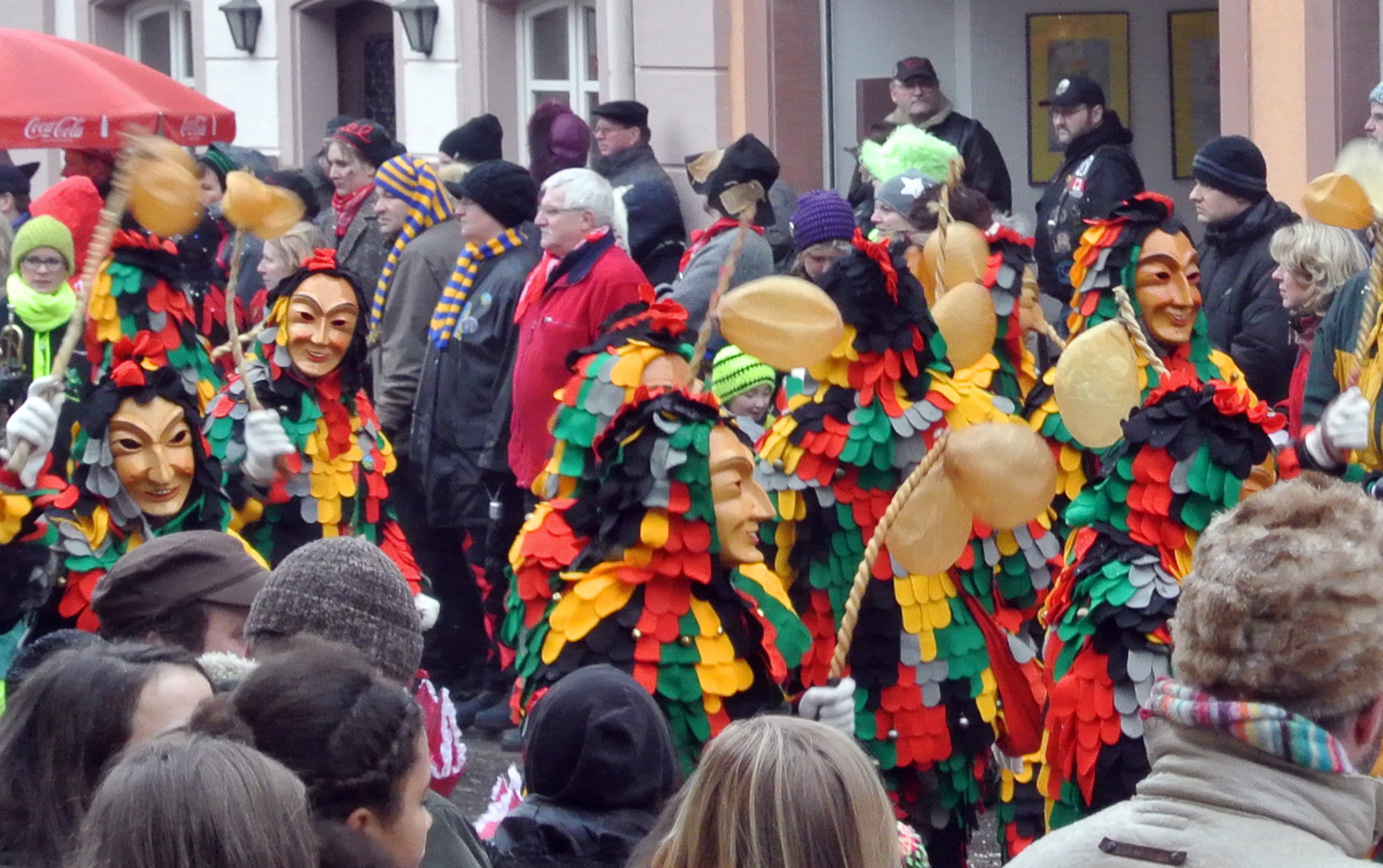
Spättlehansele

### Spättlehansele
Um auch den Frauen die Möglichkeit zu bieten, aktiv am Geschehen teilzunehmen, wurde im Jahre 1956 das Spättlehansele entworfen. Das Kostüm, Häs genannt, dieser Figur besteht aus einer Jacke und Hose, die mit Stoffflicken, den sogenannten „Spättle“ in den Farben Schwarz, Rot, Gelb, Grau und Grün versehen ist. Dazu wird eine freundlich lächelnde Holzmaske getragen.

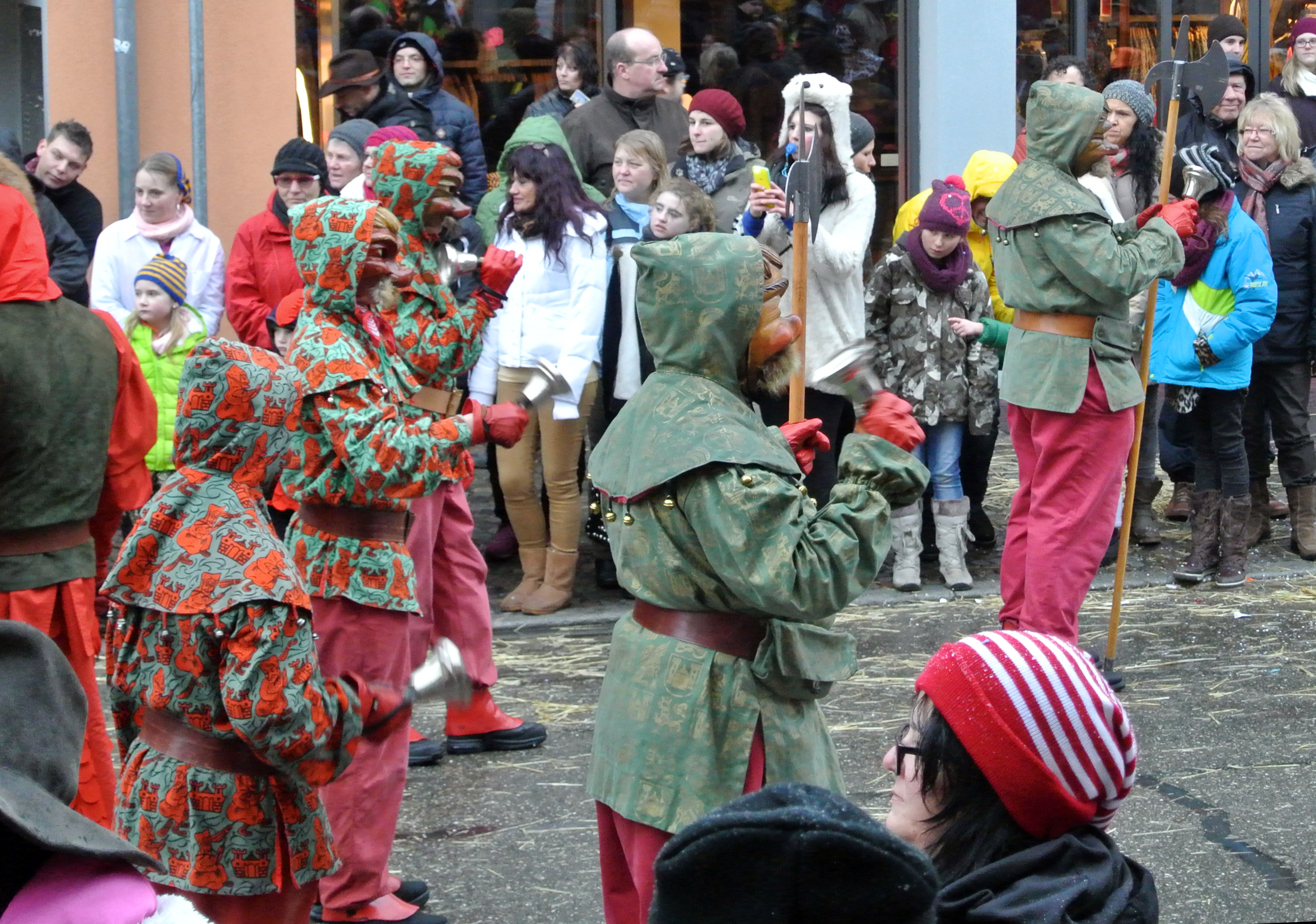
Büttel

### Büttel
Büttel oder Sechser werden die männlichen Hexenanwärter der Zunft genannt. Diese Figur trägt einen Grünen Kittel, der mit goldenen Symbolen, wie dem Stadtwappen Offenburgs, bedruckt ist. Dazu trägt der Büttel eine rote Stoffhose sowie auf dem Gesicht eine Halbmaske mit Bart. In der Hand trägt er eine Glocke, Schelle genannt. Mit dieser läutet er an Umzügen und sonstigen Veranstaltungen und kündigt so das Herannahen der Hexen an.

## Aufnahmeverfahren
Aktives Mitglied kann nur werden, wer mindestens 18 Jahre alt ist. Zur Aufnahme muss eine aussagekräftige Bewerbung bei der Zunft eingereicht werden. Danach kann die Aufnahme zur Probe erfolgen. Die Probezeit beträgt zwei Jahre. Männliche Bewerber absolvieren diese Zeit im Häs (Kostüm) des Büttels, weibliche Bewerber im Häs des Spättlehanseles oder der Alt-Offenburgerin.